# 4409-es mellékút (Magyarország)
A 4409-es számú mellékút egy körülbelül 14 kilométer hosszú, négy számjegyű országos közút Békés vármegyében; Kondorost köti össze Csorvással, egyben összekapcsolja a 44-es és 47-es főutakat is.

## Nyomvonala
Kondoros központjában ágazik ki a 44-es főútból, annak a 97,400-as kilométerszelvénye táján. Dél-délnyugat felé indul, Aradi út néven, majd alig 400 méter után dél-délkeleti irányba fordul. 1,4 kilométer után lép ki a lakott területről, majd 2,5 kilométer megtétele után, lényegében változatlan irányban haladva, felüljárón áthalad az M44-es autóút felett.
6,8 kilométer után éri el Kétsoprony határát, majd 7,4 kilométer után elhalad a két előbbi település és Csorvás hármashatára mellett, innentől már Kétsoprony és Csorvás határvonalát kíséri. Ugyanott kiágazik belőle egy számozatlan, alsóbbrendű önkormányzati út északkelet felé, ez vezet be Kétsoprony központjába.
Kevéssel a 10. kilométere után az út délnek fordul, és ezzel teljesen csorvási területre ér; 11,8 kilométer után pedig egy kanyarral visszatér a korábban követett dél-délkeleti irányhoz. Utolsó méterein újból délnek fordul, így ér véget – Csorvás lakott területének keleti szélétől 2, a központjától mintegy 3,5 kilométerre keletre –, betorkollva a 47-es főútba, annak 148. kilométerénél.
Teljes hossza, az országos közutak térképes nyilvántartását szolgáló kira.gov.hu adatbázisa szerint 14,118 kilométer.

## Települések az út mentén
- Kondoros
- (Kétsoprony)
- (Csorvás)